# تپه اطراف شهر سوخته ۱۶۳
تپه اطراف شهر سوخته شماره ۱۶۳ مربوط به هزاره سوم قبل از میلاد است و در شهرستان زابل، بخش شیب آب، دهستان لوتک، روستای حومه شهر سوخته، ۱۴/۵ کیلومتری شرق پایگاه باستان‌شناسی شهر سوخته واقع شده و این اثر در تاریخ ۲۳ بهمن ۱۳۸۵ با شمارهٔ ثبت ۱۷۳۲۸ به‌عنوان یکی از آثار ملی ایران به ثبت رسیده است.